# 鼎昌丝厂
31°38′58″N 120°15′07″E / 31.64936°N 120.25203°E
鼎昌丝厂，后为无锡第一缫丝厂、无锡缫一有限责任公司，创建于1929年，由无锡早期民族资本家、“煤铁大王”周舜卿之子周肇甫创办。

## 沿革
1929年，周肇甫提供六十万银元，委托亲信钱风高在古运河畔南长街地区购地40亩建成，与当时的裕昌丝厂、慎昌丝厂对应。鼎昌丝厂共有意大利式缫丝车512台，职工1280多名，年产生丝450担。日军攻占无锡后，鼎昌丝厂被并入“日本惠民制丝公司”、“日本华中蚕丝株式会社”。抗日战争结束后，鼎昌丝厂以半自营、一半租赁的方式，断断续续开工生产。1950年代，无锡市人民政府实施公私合营。1951年5月，鼎昌丝厂经过查实属敌产，被政府依法查封没收，另派人员经营，改名为“国营无锡市第缫丝厂”。1953年，无锡第一缫丝厂被首批列为“无锡接待外宾开放单位”。1964年，中共中央推广“工业学大庆”。1966年3月，工厂被命名为全国大庆式企业。1987年与1990年分别被评为省级先进企业和国家二级企业。
1994年，无锡市第一缫丝厂与江苏省丝绸进出口集团联营，成立“江苏丝绸无锡缫一有限责任公司”。由于经营不善，2001年9月，工厂列入国家计划内破产，当时有职工600多人。2002年10月，由该厂93名职工自愿出资竞拍破产资产，组建了无锡市银光制丝有限责任公司，属民营股份制企业，企业盘活存量求生存，退出二产转向第三产业，业态调整为租赁业、丝绸商场、鼎昌茶楼、停车场、物业管理五大类。

## 保护
1994年，无锡市人民政府将鼎昌丝厂旧址列入无锡市文物保护单位。旧址位于无锡南长区南门外永乐路东段。现存原生产车间三幢，为清水砖墙、铁皮屋顶的二层楼房，互相连接处呈“王”字形一幢三层茧库，各配锅炉间、配电间。